# Amastus nebulosus
Amastus nebulosus là một loài bướm đêm thuộc phân họ Arctiinae, họ Erebidae.